# Acrocercops leucomochla
Acrocercops leucomochla là một loài bướm đêm thuộc họ Gracillariidae. Loài này có ở Queensland và New South Wales.